# Golf von Urabá

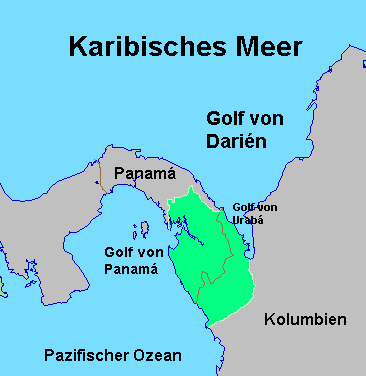
Golf von Urabá und der Golf von Darién des Karibischen Meers

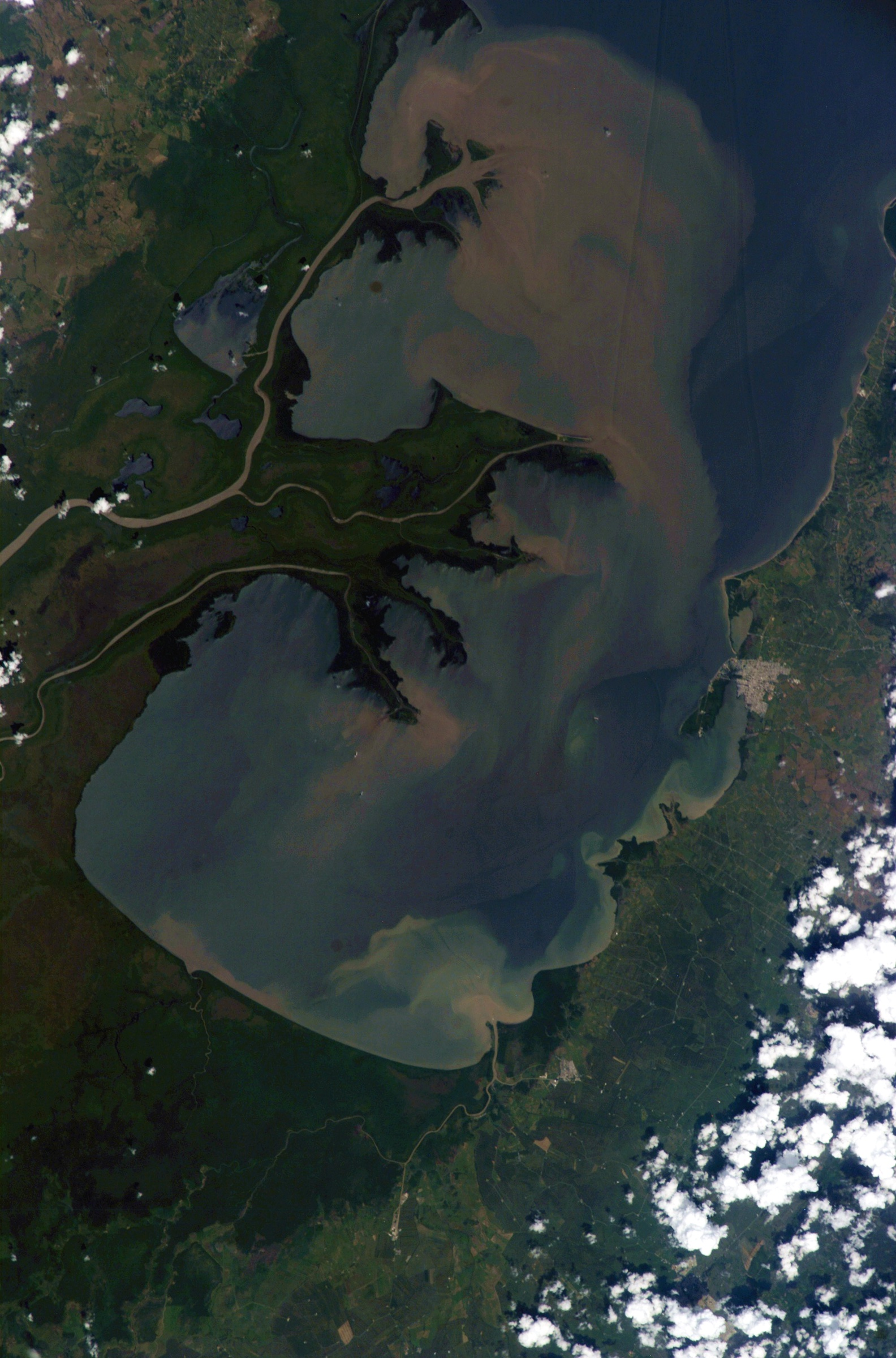
Foto des Golfs von Urabá von der Internationalen Raumstation aus, mit dem Delta des Río Atrato

Der Golf von Urabá (Darien del Norte) ist eine Meerenge des Karibischen Meers. Er wird durch die Westküste Kolumbiens und die Nordküste des Isthmus von Panama begrenzt. Er dringt etwa 80 km weit ins Land ein und ist dabei weniger als 25 km breit. In den Golf von Urabá mündet der Fluss Río Atrato, dessen Deltabildung eine teilweise Abschneidung des südlichen Teiles zur Folge hat.
Entdeckt wurde der Golf von Urabá im Jahre 1502 durch den spanischen Entdecker Rodrigo de Bastidas, in dessen Begleitung sich auch Juan de la Cosa und weitere Entdecker befanden.
Da die Landverbindung zwischen Nordamerika und Südamerika durch den Tapón del Darién unterbrochen ist, wurde der Golf von Urabá zum Hotspot des Drogenhandels.
Der Golf von Urabá bildet die westliche Begrenzung der Región Caribe.